# Тройная туманность
Тройная туманность (M 20, NGC 6514, Трёхраздельная туманность, англ. Trifid Nebula) — трёхдольная диффузная туманность в созвездии Стрельца. Название туманности предложено Уильямом Гершелем и означает «разделённая на три лепестка».
Открыта Шарлем Мессье 5 июня 1764 года. Точное расстояние до неё неизвестно, по различным оценкам может составлять от 2 до 9 тыс. световых лет. Ширина — 50 световых лет. Представлена сразу тремя основными типами туманностей — эмиссионной (розоватый цвет), отражающей (голубой цвет) и поглощающей (чёрный цвет). Тёмные волокна пыли, окаймляющие Тройную туманность, сформировались в атмосферах холодных звёзд-гигантов.
Самая крупная звезда в этом регионе — HD 164492A, звезда O7.5III с массой, превышающей массу Солнца более чем в 20 раз, окруженная скоплением из 3100 молодых звезд.

## Природа туманности
Туманность представляет собой молодую область звёздообразования в молекулярном CO-облаке. Собственно наблюдаемая туманность представляет область H II ионизированного водорода, образовавшуюся вокруг звезды HD 164492A спектрального класса O7, флуоресценция ионизированного ультрафиолетовым излучением звезды водорода этой области и обуславливает розоватое свечение южной части туманности. Радиус этой области туманности составляет ~2 пк, и возраст 3—4⋅105 лет (оценка по зависимости размер-возраст областей H II). На спектр ионизированного водорода накладывается сплошной спектр центральной звезды, отражённый пылью: концентрация пыли растёт в юго-западном направлении, где фронт ионизации — граница области H II — смыкается с массивным (более 1300 солнечных масс) молекулярным облаком. Наблюдения в инфракрасном диапазоне этого облака показали наличие в нём конденсаций (TC2, TC3 и TC4) протозвёздного типа с массами до 90 солнечных (TC3).
Северная часть туманности является отражательной туманностью, то есть её голубое излучение обусловлено рассеянием излучения внешних по отношению к ней звёзд на её пылевом компоненте, звёзды — источники «подсветки» в настоящее время не установлены.

## Внешний вид
Туманность находится на Южном звёздном небе, в созвездии Скорпиона. Видимая звёздная величина позволяет увидеть M20 в любительский телескоп.
В главном эмиссионном облаке туманности, разделенным тёмными полосами космической пыли, находится звёздное скопление, появившееся здесь в следствии звездообразования. 
Соседи по небу из каталога Мессье
- M 21 — (чуть к северу) небольшое рассеянное скопление;
- M 8 — (чуть к югу) большая туманность «Лагуна», она ярче, но имеет не столь контрастный рисунок;
- M 28 и M 22 — два шаровых скопления к востоку;
- M 24 — (на север) фрагмент Млечного Пути;
- M 6 и M 7 — (на юго-запад) пара богатых рассеянных скоплений в Скорпионе.

Последовательность наблюдения в «Марафоне Мессье»
…M 25 → M 8 → M 20 → M 21 → M 7…

## Изображения
- Фото Паломарской Обсерватории в псевдоцвете в линиях излучения ионизированных водорода, серы и кислорода (выделенный участок показан ниже).
- Фото телескопа Хаббл в псевдоцвете, полученном комбинацией изображений в линиях излучения ионизированных водорода, серы и дважды ионизированного кислорода.

## В культуре
- Туманность под именем Трифид упомянута в романе Сергея Сухинова «Рыцарь ордена Ллорнов» (2001), написанной по мотивам произведений Э. Гамильтона. В ней расположена скрытая пылевым потоком Радужная звезда, свет которой дарует людям бессмертие. Планета Алтар этой звезды — родина сверхрас Вторых, Третьих и Четвёртых людей.
- Фотография туманности была использована при оформлении обложки альбома Islands группы King Crimson (1971).